# Anthony Swofford
Anthony Swofford (Fairfield, 12 agosto 1970) è uno scrittore, insegnante ed ex militare statunitense.
Reduce della guerra del Golfo, Swofford è noto per aver pubblicato nel 2003 la sua autobiografia Jarhead, saggio basato sulla sua esperienza nel Golfo Persico, da cui è stato tratto il film omonimo del 2005, diretto da Sam Mendes ed interpretato da Jake Gyllenhaal nel ruolo di Swofford.

## Giovinezza e arruolamento nei Marines
Anthony Swofford nasce il 12 agosto 1970 a Fairfield, in California, da una famiglia di origini inglesi e di tradizioni militaresche. Suo padre John Howard Swofford aveva prestato servizio nell'Aviazione degli Stati Uniti durante la guerra del Vietnam, mentre suo nonno aveva anch'egli servito nell'Esercito degli Stati Uniti durante la seconda guerra mondiale. È stato concepito mentre suo padre trascorreva cinque giorni di riposo e recupero a Honolulu, alle Hawaii. Aveva anche un fratello maggiore, Jeff (ex-militare dell'esercito morto di cancro nel 1998), e una sorella.
Terrorizzato dal fatto di essere un "fallito" in una vita normale, Swofford aveva cercato di arruolarsi nei Marines in tenera età, ma suo padre non era d'accordo dell'arruolamento. Tuttavia nel 1988, all'età di 18 anni, si arruola volontario nei Marines degli Stati Uniti, dove affronta un duro addestramento di tre mesi nel campo addestramento di Parris Island, nella Carolina del Sud. Terminato l'addestramento base riesce ad essere assegnato nel 2º Battaglione 7º Reggimento Marines di guarnigione a Camp Pendleton, in California.

## La guerra del Golfo
Nell'agosto 1990, allo scoppio della guerra del Golfo, Swofford, con il grado di caporale, viene inviato in prima linea a Riad (Arabia Saudita) durante l'Operazione Desert Shield, prestando servizio come cecchino appartenente al Plotone STA del 2º Battaglione 7º Reggimento Marines. Il 24 febbraio 1991, durante l'Operazione Desert Storm, scoppia la campagna di terra delle forze alleate, ma Swofford non ha sparato nemmeno un colpo durante la liberazione del Kuwait dalle truppe irachene di Saddam Hussein. A guerra finita, Swofford si congeda dai Marines, sentendosi a disagio dal fatto di essere considerato un "eroe".

## Vita civile e carriera letteraria
Swofford, dopo aver lasciato i Marines, in un primo momento ha avuto difficoltà ad inserirsi nella vita civile. Frequenta così il college iscrivendosi nell'American Rivers College di Sacramento, nel frattempo svolgendo alcuni lavori come impiegato di banca (che tuttavia ha lasciato dopo aver assistito ad una rapina a mano armata) e magazziniere. Si laurea in letteratura inglese presso l'Università della California, Davis, per poi frequentare il Writers Lab Iowa.
Nel 1995, all'età di 24 anni, Swofford trova lavoro come scrittore scrivendo nel 2003 la sua autobiografia Jarhead, ispirato sulla sua esperienza nella guerra del Golfo, ricevendo il PEN/ Martha Albrand Award nel 2004.
In seguito trova lavoro come insegnante di letteratura inglese lavorando presso alcune università, tra cui il Lewis and Clark College e il St. Mary College of California. In seguito ha partecipato alla sceneggiatura del film del 2005 Jarhead, diretto da Sam Mendes ed interpretato da Jake Gyllenhaal nel ruolo di Swofford. Swofford infine è apparso su diversi articoli tra cui il New York Times a altri giornali.

## Apparizioni televisive e cinematografiche
Swofford è stato anche il co-produttore e narratore del documentario del 2006 Semper Fi. In seguito è apparso in diversi talk show e alcuni documentari tra cui Operation Homecoming, diretto da Richard E. Robbins.

## Vita privata
È sposato dal 2010 con la scrittrice e fotografa Christa Parravani, da cui ha avuto una figlia.

## Opere
1. 2003 - Jarhead
2. 2007 - Exit A
3. 2012 - Hotels Hospitals and Jails: A Memoir
4. 2013 - Death of an American Sniper: The Extraordinary Life and Tragic End of Navy SEAL Chris Kyle, the Country's Most Lethal Soldier